# Långtjärnen (Transtrands socken, Dalarna)
Långtjärnen är en sjö i Malung-Sälens kommun i Dalarna och ingår i Dalälvens huvudavrinningsområde. Sjön har en area på 0,0927 kvadratkilometer och ligger 543,7 meter över havet.

## Delavrinningsområde
Långtjärnen ingår i det delavrinningsområde (677997-136799) som SMHI kallar för Mynnar i Västerdalälvens vattendragsyta. Medelhöjden är 514 meter över havet och ytan är 14,06 kvadratkilometer. Räknas de 5 avrinningsområdena uppströms in blir den ackumulerade arean 36,87 kvadratkilometer. Östvallen som avvattnar avrinningsområdet har biflödesordning 3, vilket innebär att vattnet flödar genom totalt 3 vattendrag innan det når havet efter 442 kilometer. Avrinningsområdet består mestadels av skog (75 procent) och sankmarker (17 procent). Avrinningsområdet har 0,09 kvadratkilometer vattenytor vilket ger det en sjöprocent på 0,7 procent.